# مصانع اليسرى (الطفة)

تعديل مصدري - تعديل

مصانع اليسرى هي إحدى قرى عزلة ال هياش بمديرية الطفة التابعة لمحافظة البيضاء، بلغ تعداد سكانها 45 نسمة حسب تعداد اليمن لعام 2004.